# Cotoneaster krasnovii
Cotoneaster krasnovii är en rosväxtart som beskrevs av Antonina Ivanovna Pojarkova. Cotoneaster krasnovii ingår i släktet oxbär, och familjen rosväxter. Inga underarter finns listade i Catalogue of Life.